# The Boat That Rocked
The Boat That Rocked es una película de 2009 escrita y dirigida por Richard Curtis. Fue estrenada el 1 de abril de 2009 en Reino Unido y el 13 de noviembre de 2009 en Estados Unidos.
En España se estrenó el 29 de mayo con el título Radio Encubierta; en Hispanoamérica se tituló Los piratas del rock.

## Sinopsis
Es una comedia británica basada en la historia de una radio pirata de los años 1960 que emitía música rock, pop y de protesta desde sus estudios en un barco petrolero abandonado y anclado en las aguas del norte de Inglaterra las 24 horas del día, cuando las radios locales y nacionales de Inglaterra solo tenían permiso para emitir 45 minutos de música rock al día.

## Música cinematográfica
- La música incluye canciones de The Kinks, The Rolling Stones, The Turtles, Jimi Hendrix, Duffy, Procol Harum, Box Tops, The Beach Boys, Dusty Springfield, The Seekers y The Who.
- En la película se pueden escuchar 60 canciones, 32 de las cuales están recogidas en una banda sonora editada en dos discos.[3]

## Elenco
- Philip Seymour Hoffman: "The Count".[4][5][6]
- Tom Sturridge: "Joven" Carl.
- Bill Nighy: Quentin.
- Will Adamsdale: "News" John Mayford.
- Tom Brooke: "Thick" Kevin.
- Rhys Darby: Angus "The Nut" Nutsford.
- Nick Frost: DJ "Doctor" Dave.
- Katherine Parkinson: Felicity.[7]
- Chris O'Dowd: Simon.
- Ike Hamilton: Harold.
- Kenneth Branagh: Sir Alistair Dormandy.
- Sinead Matthews: Miss C.
- Tom Wisdom: "Midnight" Mark.
- Gemma Arterton: Desiree.
- Jack Davenport: Twatt.
- Ralph Brown: "Smooth" Bob Silver.
- Rhys Ifans: Gavin Kavanagh.
- Talulah Riley: Marianne.
- Olegar Fedoro: El capitán del barco de Radio Rock.
- January Jones: Elenore.
- Emma Thompson: Charlotte.